# Jordi Valls i Riera
Jordi Valls i Riera (Manresa, 1960) fue alcalde de Manresa de 1995 a 2006, consejero de Trabajo e Industria del Gobierno de Cataluña en 2006 y presidente de la Autoridad Portuaria de Barcelona de 2007 a 2011.
Terminó su actividad publica en diciembre de 2006. Desde el año 2011 ha desarrollado su actividad profesional en Inglaterra y Latinoamérica. Posteriormente pasó a ejercer de director general del Grupo Suez en México.En mayo de 2019 es nombrado CEO SUEZ Latam Norte como responsable de las activudade del grupo SUEZ en México, Panamá, Centroamérica el Caribe, Colombia y Ecuador . Cesa en el grupo Suez en el año 2020. En octubre de 2020 se incorpora a Mercabarna como director general hasta el mes de Junio del 2023. En junio de 2023, asume la posición de Regidor y Teniente de Alcalde de Economía, Hacienda, Turismo y Promoción Económica del Ayuntamiento de Barcelona 

## Biografía
Licenciado en Derecho por la Universidad Autónoma de Barcelona (UAB), PADE IESE Business School 2008-2009,  Valls fue designado con 25 años juez sustituto en el Juzgado número dos de Manresa, cargo que dejó pronto al lograr una plaza en la Cámara de Comercio de la ciudad. Allí tuvo su primer contacto con el mundo empresarial. Dos años después, en 1989, dio el salto al sector privado, donde ejerció hasta 1995 como abogado especialista en derecho administrativo y mercantil.
Fue en esta época de abogado, cuando entró como concejal en el Ayuntamiento de Manresa para en 1995 lograr el bastón de mando como alcalde. Desde entonces fue revalidando su cargo en sucesivas elecciones, compaginándolo con cargos como el de vicepresidente y responsable de Hacienda de la Federación de Municipios de Catalunya  (FMC) así como Presidente del Consorcio para las nuevas tecnologías Localret, hasta el año 2006.
En la primera remodelación del gobierno de Pasqual Maragall, hecha el 20 de abril de 2006, fue nombrado Consejero de Trabajo e Industria de la Generalidad de Cataluña y ocupó el cargo hasta las elecciones al Parlamento de Cataluña noviembre del 2006. 
Nombrado en diciembre de 2006 presidente de la Autoridad Portuaria de Barcelona en sustitución de Joaquim Coello, tomó posesión del cargo el 10 de enero de 2007. Ejerció el cargo hasta diciembre de 2010. Asimismo ostentó la Presidencia y fue miembro de los Consejos de Administración de las compañías CILSA, World Trade Center Barcelona, MEPSA, Terminal Marítima de Zaragoza y de la Terminal Marítima Centro de Madrid.
En febrero del 2011 se incorpora a la compañía Aguas de Barcelona (Agbar) como "Country Manager AGBAR UK, como responsable de la actividad de la compañía AGBAR en el Reino Unido y como miembro del Board of Directors de Bristol Water. 
En el año 2013 asume la Gerencia General deL Grupo Aguas, que integran las compañías Aguas Andinas, Aguas Cordillera, Aguas Manquehue, Ecoriles, Gestión y Servicios y el laboratorio ANAM, en Santiago de Chile, siendo asimismo Vicepresidente de la compañía ESSAL (Empresa Sanitaria de la región de los Lagos)
En el año 2016 se traslada a México como director general del grupo SUEZ en México. En el año 2019 es nombrado CEO del grupo SUEZ LATAM North con responsabilidades en México, Colombia, Panamá y Ecuador. El año 2020 deja el grupo SUEZ y el año 2021 se incorpora como director general de Mercabarna 